# Пухов (Словачка)
Пухов (слч. Púchov, мађ. Puhó) град је у Словачкој, у оквиру Тренчинског краја.

## Географија
Пухов је смештен у западном делу државе, близу границе са Чешком (15 километара западно од града). Главни град државе, Братислава, налази се 170 km југозападно од града.
Рељеф: Пухов се развио у долини реке Вах, на месту где иде узаном долином. Надморска висина града је око 300 m. Западно од града издиже се планина Бели Карпати, док се источно издижу најзападнији делови Татри.
Клима: Клима у Пухову је умерено континентална.
Воде: Кроз Пухов протиче река Вах, најважнија река у држави. Она дели град на два дела.

## Историја
Људска насеља на овом простору датирају још из праисторије (Пуховска култура). Насеље под данашњим именом први пут се спомиње у 1243. г., а 1471. г. насеље је добило градска права. Током следећих векова град је био у саставу Угарске као обласно трговиште.
Крајем 1918. г. Пухов је постао део новоосноване Чехословачке. У време комунизма град је нагло индустријализован, па је дошло до наглог повећања становништва. После осамостаљења Словачке град је постао њено значајно средиште, али је дошло и до проблема везаних за преструктурирање привреде.

## Становништво
| Година:    | 1994.  | 2004.   | 2014.   | 2024.   |
| ---------- | ------ | ------- | ------- | ------- |
| Број људи: | 18 913 | 18 675  | 18 036  | 16 781  |
| Разлика:   |        | -1,25 % | -3,42 % | -6,95 % |

| Година:    | 2023.  | 2024.   |
| ---------- | ------ | ------- |
| Број људи: | 16 922 | 16 781  |
| Разлика:   |        | -0,83 % |

Данас Пухов има нешто мање од 17.000 становника и последњих година број становника опада.
Етнички састав: По попису из 2021. г. састав је следећи:
- Словаци - 93,1%,
- Чеси - 0,7%,
- Роми - 0,1%,
- остали.[6]

Верски састав: По попису из 2021. г. састав је следећи:
- римокатолици - 59,0%,
- лутерани - 11,4%,
- атеисти - 19,8%,
- остали.

## Партнерски градови
- Омск
- Хлинско

## Галерија
- Градски муеј
- Римокатоличка црква
- Лутеранска црква
- Градски хотел
- Стари грб